# Grand Prix Madrytu
Grand Prix Madrytu, oryg. Gran Premio de Madrid – wyścig samochodowy, organizowany w Madrycie.

## Historia
Pierwszy wyścig pod nazwą Grand Prix Madrytu został zorganizowany w 1949 w okolicach Ciudad Universitaria. Były to łączone zawody Formuły 2, Formuły Libre oraz voiturette, a wygrał je Raymond Sommer. Kolejne zawody o Grand Prix Madrytu zorganizowano w 1961 w Parco Retiro według przepisów Formuły Junior – wygrał je Lucien Balsiger.
W 1967 roku staraniem O.D.A.C.I.S.A. rozpoczęto organizację Grand Prix Madrytu na nowo otwartym torze Jarama, a sama runda stała się eliminacją Mistrzostw Europy Formuły 2. Pierwszy wyścig na torze Jarama wygrał Jim Clark. W kwietniu 1969 roku zorganizowano łączony wyścig Formuły 1, Formuły 2 i Formuły 5000, w którym wystartowało jednak tylko ośmiu kierowców. Grand Prix Madrytu w latach 1973 oraz 1975 zostało odwołane. Ostatni wyścig o Grand Prix Madrytu został zorganizowany w roku 1983, a wygrał go Mike Thackwell.

## Zwycięzcy
| Rok      | Tor                  | Seria                              | Zwycięzca            | Samochód            | Źródło |
| -------- | -------------------- | ---------------------------------- | -------------------- | ------------------- | ------ |
| 1949     | Ciudad Universitaria | Formuła 2 Formuła Libre Voiturette | Raymond Sommer       | Simca-Gordini TMM   | [ 1 ]  |
| 1961     | Parco Retiro         | Formuła Junior                     | Lucien Balsiger      | Lotus 18-Ford       | [ 2 ]  |
| 1967     | Jarama               | Formuła 2                          | Jim Clark            | Lotus 48-Ford       | [ 5 ]  |
| 1968     | Jarama               | Formuła 2                          | Jean-Pierre Beltoise | Matra MS7-Ford      | [ 10 ] |
| 1969 (1) | Jarama               | Formuła 1 Formuła 2 Formuła 5000   | Keith Holland        | Lola T142-Chevrolet | [ 11 ] |
| 1969 (2) | Jarama               | Formuła 2                          | Jackie Stewart       | Matra MS7-Ford      | [ 12 ] |
| 1971     | Jarama               | Formuła 2                          | Emerson Fittipaldi   | Lotus 69C-Ford      | [ 13 ] |
| 1983     | Jarama               | Formuła 2                          | Mike Thackwell       | Ralt RH6/83H-Honda  | [ 9 ]  |